# 流氓罪
流氓罪是1979年至1997年之间的一种《中华人民共和国刑法》罪名，内容涵盖范围较广，被认为“口袋罪”之一，并将其归为“妨害社会管理秩序罪”之一。
1997年，正式将该罪名取消，然后拆分在《中华人民共和国刑法》（1997年版）第六章第一节扰乱公共秩序中的聚众斗殴罪（第292条）、寻衅滋事罪（第293条）、聚众淫乱罪和引诱未成年人参加聚众淫乱罪（第301条）、盗窃、侮辱尸体罪（第302条）。另外在第四章侵犯公民人身权利民主权利罪第237条中确立了强制猥褻、傳辱妇女罪以及猥亵儿童。新分解出的罪名全部废除了死刑和无期徒刑。

## 实施情况
1979年，第五届全国人民代表大会第二次会议颁布《中华人民共和国刑法》第160条“流氓罪”，并将其归为“妨害社会管理秩序罪”之一。
1983年，全国人民代表大会通过《全国人民代表大会常务委员会关于严惩严重危害社会治安的犯罪分子的决定》，具体指明了6种罪行可以被定为流氓罪。
1997年3月14日，全国人民代表大会在修改《中华人民共和国刑法》时撤销了流氓罪，将其部分罪行分为“强制猥亵侮辱妇女罪”、“猥亵儿童罪”、“聚众淫乱罪”、“聚众斗殴罪”、“盗窃、侮辱尸体罪”、“寻衅滋事罪”等6种，修改后的刑法于1997年10月1日起生效。
2011年11月，一名在1989年5月26日（22年前）因醉酒鬧事向公路投擲酒瓶而導致一車失事、司機死亡的罪犯赵军河，在河北省邢台市桥东区（现已改名为襄都区）自首，並被區法院以「流氓罪」罪名判刑八年半，成为該罪在新中国法律史上的最後一宗案例。。根據法庭審判長，因為案發時流氓罪仍未被廢除並有效力，以及同案另一犯人亦以流氓罪判處無期徒刑及剝奪政治權利終生，故此繼續以流氓罪判決此案符合法治精神。不過，被告在判決後向邢台中院上訴，判決被撤銷並發還重審。